# Алым
Алым — река в России, протекает по Чердынскому и Гайнскому районам Пермского края. Устье реки находится в 75 км по левому берегу реки Тимшор. Длина реки — 25 км. Высота устья — 129,3 м над уровнем моря.

## Данные водного реестра
По данным государственного водного реестра России относится к Камскому бассейновому округу, водохозяйственный участок реки — Кама от истока до водомерного поста у села Бондюг, речной подбассейн реки — бассейны притоков Камы до впадения Белой. Речной бассейн реки — Кама.
Код объекта в государственном водном реестре — 10010100112111100003505.